# 藤内神社

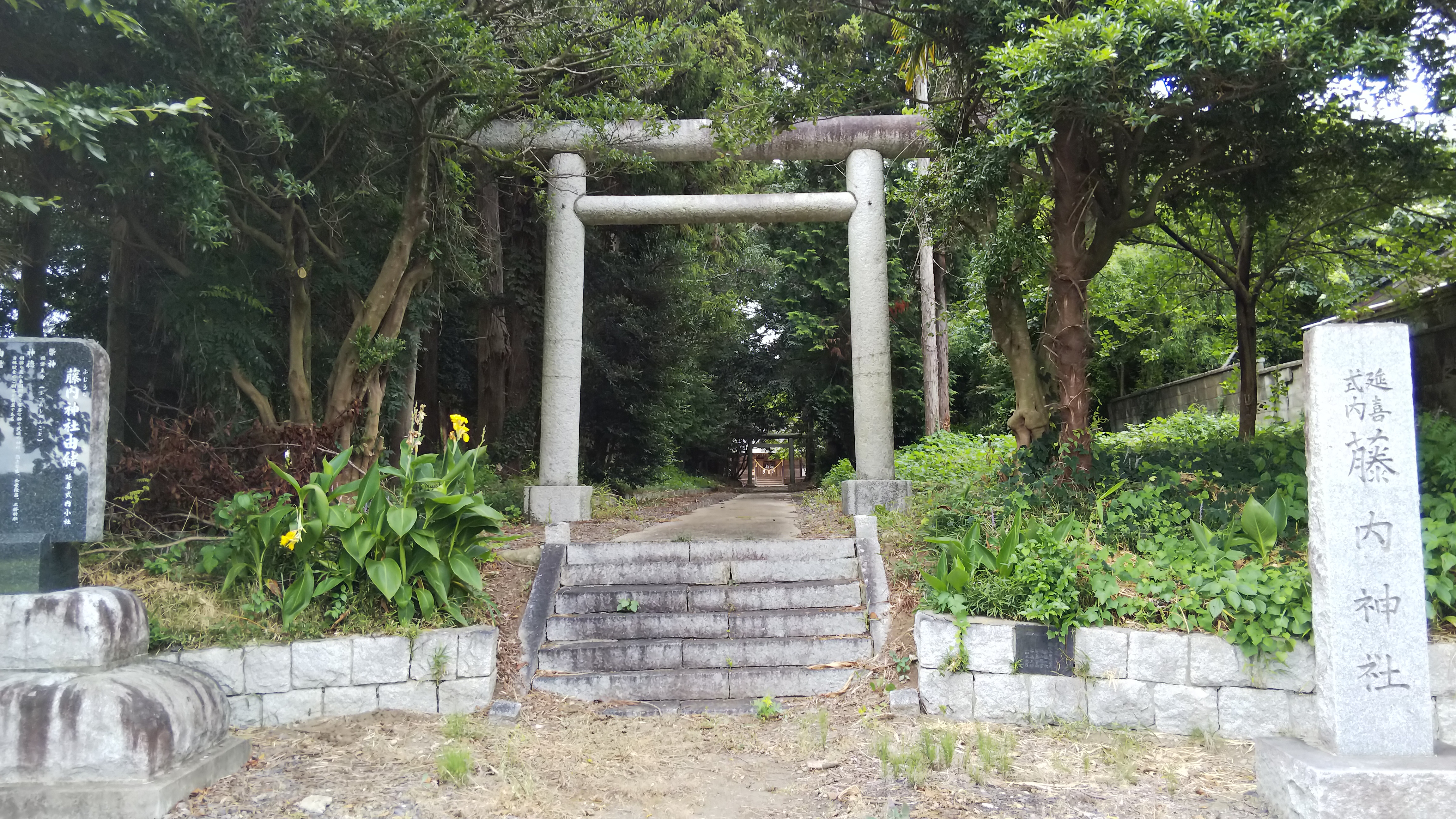
鳥居

藤内神社（ふじうちじんじゃ）は、茨城県水戸市にある神社。式内社論社で、旧社格は村社。

## 祭神
- 経津主命

社伝では、当社西方5キロほどの地点にある朝房山（ちょうぼうさん）が祭神・経津主命の神山であるとされ、朝房山は『常陸国風土記』那珂郡の条に記された晡時臥山（くれふしのやま）の候補地とされている山として知られる。

## 歴史

### 創建
社伝によると、養老5年（721年）4月12日の暁、朝房山に霊光が輝き、その光が藤井郷を差して降り立ち、人々は驚き恐れ、6月15日に社殿を建立した。異説には、嘉祥年間に神託により香取神宮から経津主命を勧請したともいう。

### 概史
『延喜式神名帳』に「常陸国那賀郡 藤内神社」と記載されており、その論社とされている。康平5年（1062年）には源義家が征奥の途次、当社北西の峰に十万の兵を集め当社に武運長久の祈願し社前の藤の枝を申し受けて鞭とし進軍したといい、兵を集めたところを「十万原」というとする。
近世以前は「藤内大明神」と称し、大永年間（1521～1528年）に社殿が焼失した際は、寛永5年（1628年）に宍戸藩主秋田実季により再建され、元禄年間（1688～1704年）には水戸藩主徳川光圀により改築されるなど、近郊の藩主達からの崇敬が厚かった。明治5年（1872年）には近代社格制度において村社に列した。

## 境内

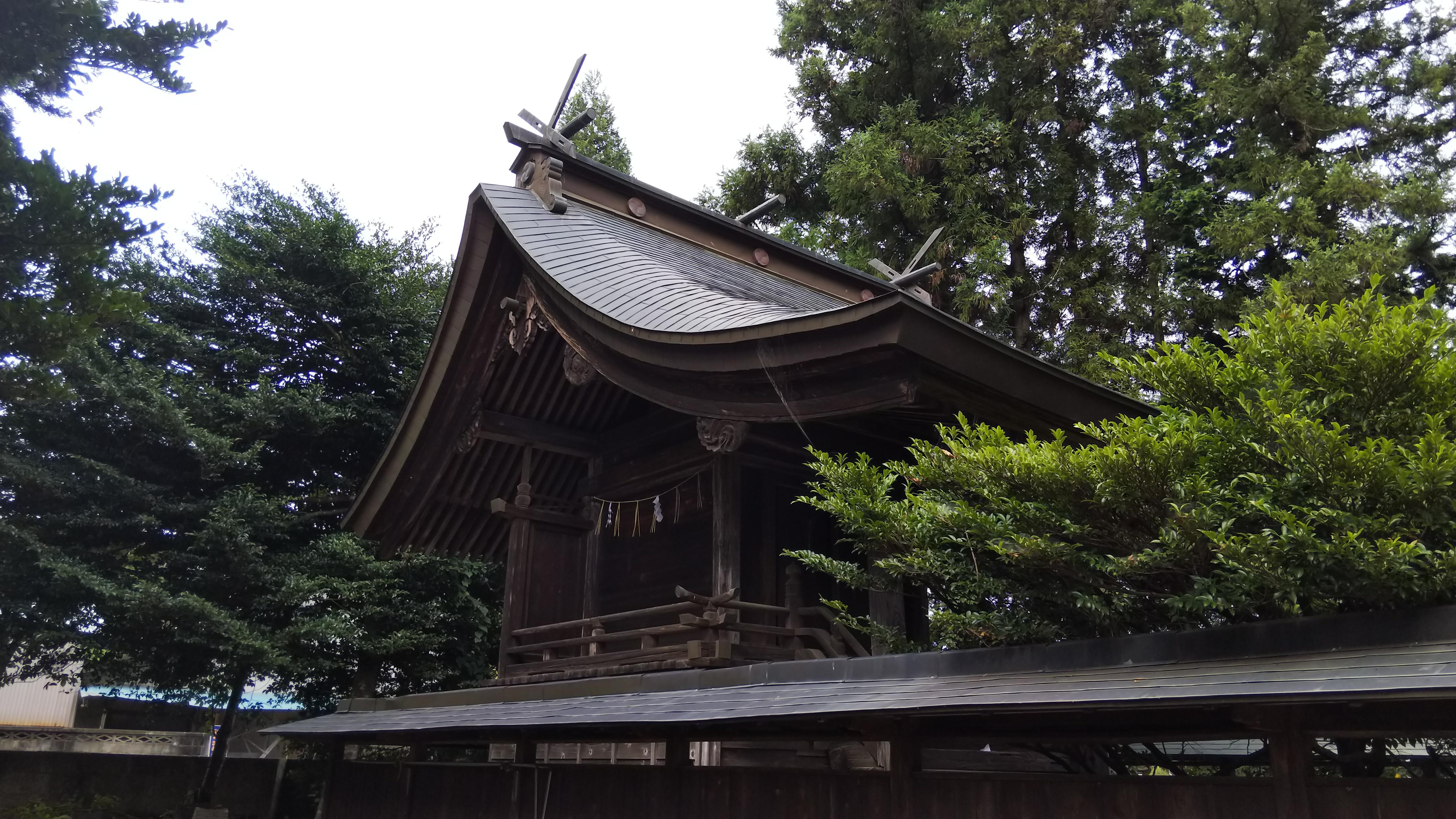
本殿
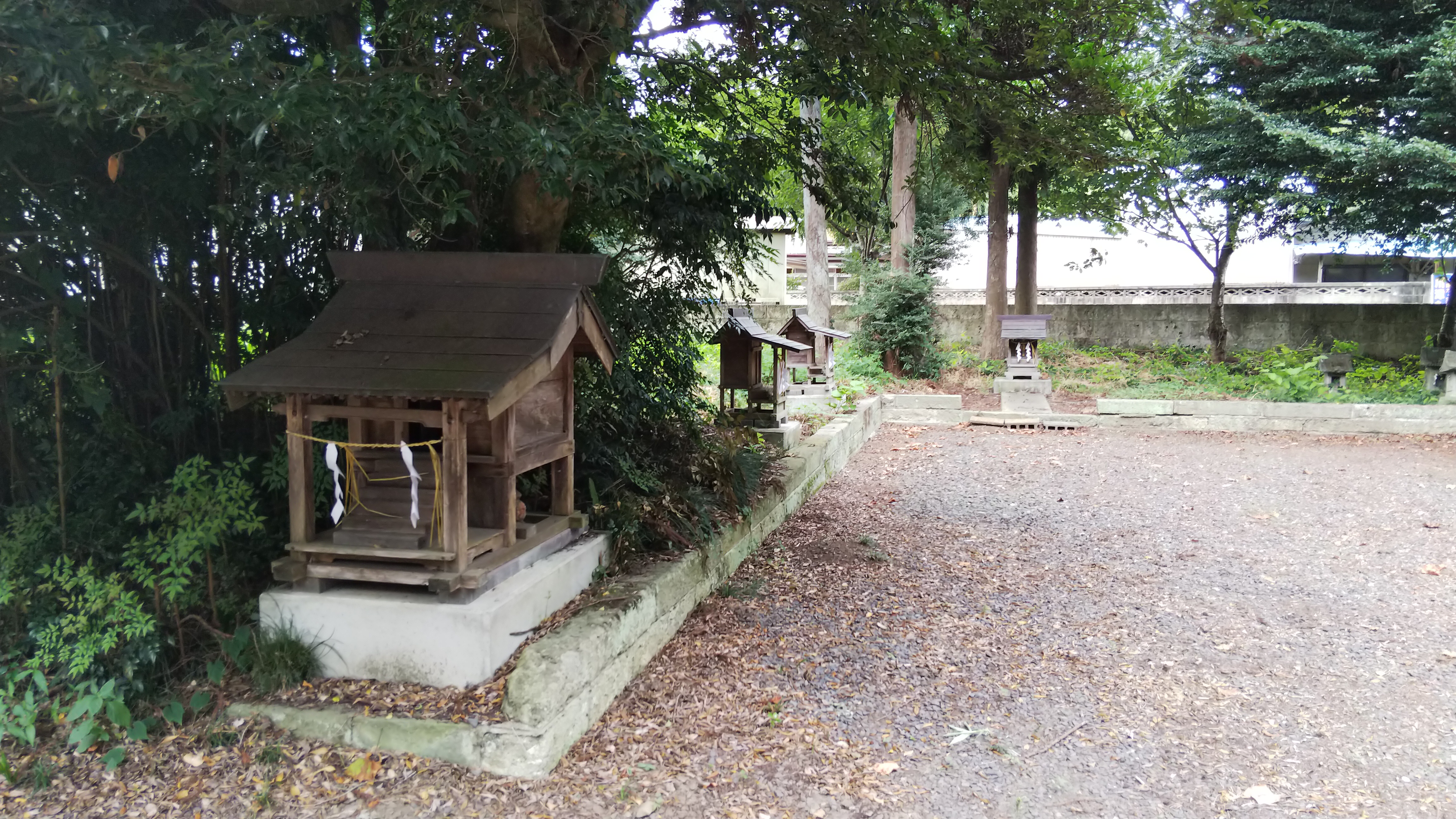
末社

## 祭事
- 新年祭（1月7日）
- 節分祭（2月3日）
- 薬神祭（2月8日・12月8日）
- 例祭（4月10日）
- 御田植祭（6月14日）
- 夏越祭（旧暦6月30日）
- 新嘗祭（11月23日）
- 終年祭（12月31日）